# Symfonie č. 5 (Beethoven)
Symfonie č. 5 c moll op. 67 „Osudová“ (Schicksalssymphonie) je pátá symfonie Ludwiga van Beethovena. Jedná se o jednu z nejslavnějších symfonií světové klasické hudby, poprvé zazněla na koncertu 22. prosince 1808 v Divadle na Vídeňce. Zároveň zazněly Symfonie č. 6 (Beethoven) zvaná Pastorální, fantazie C-dur pro klavír, sbor a orchestr op. 80, klavírní koncert č. 4 G dur op. 58, Gloria a Sanctus ze mše C-dur op. 86 a árie Ah, perfido. Skladby pro klavír hrál sám Beethoven.
Známý úvodní motiv páté symfonie nalezneme i v jiných Beethovenových dílech. Můžeme ho zaslechnout například v klavírní sonátě č. 23 F moll Op. 57 „Appassionata“.
Byl také známou znělkou britské rozhlasové stanice BBC v osudových letech druhé světové války.

## Názvy vět
1. Allegro con brio
2. Andante con moto
3. Scherzo: Allegro
4. Allegro

V závislosti na konkrétním zvoleném tempu se délka symfonie pohybuje v rozmezí 30 až 35 minut.

## Orchestrace
- Dřevěné nástroje: pikola, příčná flétna, 2 hoboje, 2 C klarinety, 2 fagoty, kontrafagot
- Žesťové nástroje: 2 lesní rohy in E a in C, 2 trubky in C, 3 trombony
- Bicí nástroje: tympány
- Smyčcové nástroje: 1. a 2. housle, violy, violoncella, kontrabasy